# アクイレギア (小惑星)
アクイレギア (1063 Aquilegia) は小惑星帯の小惑星である。カール・ラインムートがハイデルベルクのケーニッヒシュトゥール天文台で発見した。
植物のオダマキ属 (Aquilegia) に因んで名付けられた。